# Монумент молодому Куїнджі (Маріуполь)
Монумент молодому Куїнджі, Маріуполь — монумент на честь Архипа Куїнджі, художника-пейзажиста зі світовим ім'ям, уродженця Маріуполя і грека за походженням.

## Історія створення
Архип Куїнджі запам'ятався сучасникам і як майстерний пейзажист, і як благодійник і захисник студентської молоді. Тому першим монументом на честь художника був надгробок в Санкт-Петербурзі. Погруддя художника виконав скульптор академік Беклемішев Володимир Олександрович (1861—1920). Репліка цього погруддя десятиліття по тому буде передана в Маріупольський краєзнавчий музей.
Нова спроба створити монумент на честь уславленого художника належала скульпторові Івану Бараннікову. Він створив модель з фігурою Куїнджі в шубі. Але художнику, що не мав революційних заслуг перед пролетаріатом і комуністичним урядом, ніхто не поспішав створити монумент. Дозвіл на спорудження з Москви — не дали. Модель скульптора Бараннікова передали у фонди місцевого музею, котра трохи розбавила пересічні скульптури революційним діячам.
За власної волі і без державної замови монумент на честь Куїнджі зажадав створити донецький скульптор Полонік Василь Петрович наприкінці 1970-х рр. Відомості про це збережені в листі, датованому 1995 роком. Скульптор працював над композицією декілька років і зупинився на погрудді молодого Куїнджі. Адже той був молодим, коли покинув Маріуполь. Погруддя вийшло осучасненим, розмах пліч фігури досяг двох метрів. До погруддя додана рука з пензлем. При житті Куїнджі носив бороду, котра в погрудді зістарювала образ. Скульптор зупинився на варіанті з досить короткою бородою, що не псувала і не зістарювала образ.

## Пошуки постаменту
Зазвичай монумент має фігуру та постамент. Скульптор відповідає за фігуру, архітектор — за розрахунки та постамент. Але сплатити архітекторові було нічим і первісні розрахунки виконав сам скульптор Василь Полонік. Він бачив погруддя на колоні з граніту, що робило монумент водночас і матеріальним, і легким за силуетом. Розпочались пошуки відповідної колони. Її знайшли випадково в місті Дніпропетровськ, де виготовляли кам'яні вали-колони для паперової промисловості. Одна колона з невеликим дефектом на зашліфованій поверхні не задовольняла виробників паперу. Але цілком підходила для монументу, створеного Василем Полоніком. Колону придбали і перевезли у Маріуполь.
В місто прибули і частині монументального погруддя, виконані з червоної міді. Голова була створена цілковитою, рука з пензлем виконана окремо. Частини погруддя були зібрані на місцевому заводі медичного обладнання. Активним помічником в справі створення монументу був відомий маріупольський медальєр і сам скульптор Харабет Юхим Вікторович.

## Перенесення готового монумента
Монумент урочисто відкрили 26 квітня 1984 року на перетині проспекту Металургів та бульвару Т. Шевченка. У зв'язку з реконструкцією сквера в цій частині 1991 року монумент був перенесений на сучасну Грецьку площу неподалік від міськвиконкому.